# ريك بالدوين (لاعب كرة قاعدة)
ريك بالدوين (بالإنجليزية: Rick Baldwin)‏ هو لاعب كرة قاعدة أمريكي، ولد في 1 يونيو 1953 في فريسنو في الولايات المتحدة.

## وصلات خارجية
- ريك بالدوين على موقع دوري كرة القاعدة الرئيسي (الإنجليزية)
- ريك بالدوين على موقعبيزبول رفرنس.كوم (الدوري الرئيسي) (الإنجليزية)
- ريك بالدوين على موقعبيزبول رفرنس.كوم (الدوري الثانوي) (الإنجليزية)
- ريك بالدوين على موقع إي إس بي إن.كوم (أم.أل.بي) (الإنجليزية)
- ريك بالدوين على موقع مشجعي الرسوم البيانية (الإنجليزية)